# Silene ruinarum
Silene ruinarum là loài thực vật có hoa thuộc họ Cẩm chướng. Loài này được Popov miêu tả khoa học đầu tiên năm 1926.